# Bom Sucesso (kommun i Brasilien, Minas Gerais, lat -21,03, long -44,80)
Bom Sucesso är en kommun i Brasilien.   Den ligger i delstaten Minas Gerais, i den sydöstra delen av landet, 700 km sydost om huvudstaden Brasília. Antalet invånare är 17 244. Arean är 706 kvadratkilometer.
Terrängen i Bom Sucesso är platt åt sydväst, men åt nordost är den kuperad.
Följande samhällen finns i Bom Sucesso:
- Bom Sucesso

Omgivningarna runt Bom Sucesso är huvudsakligen savann. Runt Bom Sucesso är det ganska glesbefolkat, med 28 invånare per kvadratkilometer.